# Tétrahydrogestrinone
Le tétrahydrogestrinone (THG) est un stéroïde anabolisant, utilisé comme substance dopante de formule C21H28O2 découverte en 2003, jusque-là indécelable par les tests de contrôles antidopage. De nombreux athlètes ont été contrôlés positifs et suspendus, leurs titres ayant été invalidés.

## Effets secondaires
Les effets secondaires en cas d'usage prolongé sont en particulier la stérilité aussi bien chez l'homme que chez la femme. Le THG peut aussi causer une perte de poids et des effets sur le système immunitaire qui ne sont pas observés pour les autres stéroïdes anabolisants.

## Histoire
Le THG a longtemps été considéré comme un produit dopant non détectable, et a été utilisé par de nombreux champions comme la sprinteuse Marion Jones, qui a arrêté sa carrière sportive en 2007 après avoir reconnu l'usage de THG avant les Jeux olympiques d'été de 2000, où elle avait remporté trois médailles d'or.
Le THG a aussi été utilisé par l'athlète britannique Dwain Chambers et a été impliqué dans l'affaire Balco.